# نايل هاريسون
نايل هاريسون (بالإنجليزية: Niall Harrison)‏ هو محرر بريطاني، ولد في 1980 في إنجلترا في المملكة المتحدة.

## وصلات خارجية
- الموقع الرسمي